# 슈스스TV
슈스스TV는 대한민국의 유튜브 채널이다.

## 논란

### PPL 논란
한혜연은 내돈내산(내 돈 주고 내가 산 물건)이라며 제품을 소개하였으나 실제론 3000만원짜리 PPL이였다는 사실이 들어났다. 이에 슈스스TV측은 "일부 영상에서 유료 광고 표기가 누락된 것을 인정하고 수정 및 재발 방지를 위해 최선을 다하겠다"고 밝혔으나 5일만에 구독자 수가 5만명이나 감소했고 현재까지도 비난은 계속되고 있다.

### 채널 거래 논란
한혜연이 카카오M한테 70억원으로 채널을 거래했다는 논란이 있다.

## 같이 보기
- 한혜연
- 강민경